# Harry Jochmus

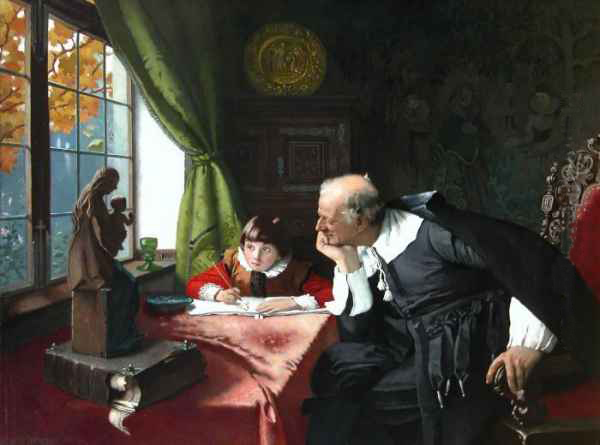
Die Zeichenstunde

Heinrich „Harry“ Jochmus (* 28. April 1855 in Harburg; † 1915 in Lüneburg) war ein deutscher Maler.
Jochmus war ein Enkel des Oberamtmannes im Amt Lüneburg Philipp Wilhelm Jochmus (1765–1847). Er studierte von 1875 bis 1885 an der Königlich Preußischen Kunstakademie in Düsseldorf, u. a. im Meisteratelier von Wilhelm Sohn. Er war Mitglied im Düsseldorfer Künstlerverein Malkasten.
Nach dem Studium besuchte er Holland, Frankreich und Italien. Von 1886 bis 1907 war er in München tätig, später zog er nach Lüneburg.
Jochmus war mit seinen Werken regelmäßig auf den Ausstellungen der Königlichen Akademie der Künste zu Berlin sowie im Münchner Glaspalast vertreten.